# Liste der Rheinpegel
Die Höhe des Wasserstandes im Rhein ist zum einen für die Schifffahrt wichtig und zum anderen für den Hochwasserschutz.
Im Verlauf des Flusses von Basel bis zum Rheindelta  gibt es 22 offizielle Messstellen. Die Messstellen werden, ausgenommen die in Basel und zwei Messstellen in den Niederlanden, vom Wasserstraßen- und Schifffahrtsamt Rhein betrieben. Die Messwerte werden täglich um 5, 13 und 21 Uhr ermittelt und im Internet über das elektronische Wasserstraßen-Informationssystem (ELWIS) veröffentlicht. Die Rückschau um bis zu sechs Tage zeigt die Tendenz der Veränderung der Pegelstände.
| Ort              | Rhein-km | Ufer   | Nullpunkt | HWM I  | HSW     | Pegelanzeige                             | Foto |
| ---------------- | -------- | ------ | --------- | ------ | ------- | ---------------------------------------- | ---- |
| Basel-Rheinhalle | 164,30   | rechts | 240,00 m  | 7,00 m | 8,20 m  |                                          |      |
| Iffezheim        | 336,20   | rechts | 110,02 m  |        |         |                                          |      |
| Karlsruhe-Maxau  | 362,33   | rechts | 97,42 m   | 6,20 m | 7,50 m  | digital (Wasserseite)                    |      |
| Speyer           | 400,60   | links  | 88,47 m   | 6,20 m | 7,30 m  | digital (Wasserseite)                    |      |
| Mannheim         | 424,73   | rechts | 85,12 m   | 6,50 m | 7,60 m  | digital (Wasserseite)                    |      |
| Worms            | 443,40   | links  | 84,11 m   | 4,40 m | 6,50 m  | digital (Wasserseite) analog (Landseite) |      |
| Mainz            | 498,27   | links  | 78,37 m   | 4,75 m | 6,30 m  | analog + digital                         |      |
| Oestrich         | 518,08   | rechts | 77,56 m   |        |         | digital                                  |      |
| Bingen           | 528,36   | links  | 76,19 m   | 3,50 m | 4,90 m  |                                          |      |
| Kaub             | 546,30   | rechts | 67,67 m   | 4,60 m | 6,40 m  | digital (Wasserseite)                    |      |
| Koblenz          | 591,49   | links  | 57,69 m   | 4,70 m | 6,50 m  | analog (Landseite)                       |      |
| Andernach        | 613,78   | links  | 51,50 m   | 5,50 m | 7,60 m  |                                          |      |
| Oberwinter       | 638,19   | links  | 47,22 m   | 4,90 m | 6,80 m  |                                          |      |
| Bonn             | 654,80   | links  | 42,71 m   |        |         | keine                                    |      |
| Köln             | 688,00   | links  | 35,04 m   | 6,20 m | 8,30 m  | analog (Wasserseite) analog (Landseite)  |      |
| Düsseldorf       | 744,20   | rechts | 24,53 m   | 7,10 m | 8,80 m  | analog (Landseite)                       |      |
| Duisburg-Ruhrort | 780,80   | links  | 16,11 m   | 9,30 m | 11,30 m | dreifach digital (Wasserseite)           |      |
| Wesel            | 814,00   | rechts | 11,21 m   | 8,70 m | 10,60 m | digital (Wasserseite)                    |      |
| Rees             | 837,40   | rechts | 8,74 m    |        |         | analog (Wasserseite)                     |      |
| Emmerich         | 851,90   | links  | 8,00 m    | 7,00 m | 8,70 m  | analog (Wasserseite)                     |      |
| Lobith           | 862,00   | rechts |           |        |         | digital (Landseite)                      |      |
| Pannerdense Kop  | 867,30   |        |           |        |         |                                          |      |